# ژان پیر سیمب
ژان پیر سیمب (انگلیسی: Jean-Pierre Simb؛ زادهٔ ۴ سپتامبر ۱۹۷۴) بازیکن فوتبال اهل فرانسه است.
از باشگاه‌هایی که در آن بازی کرده‌است می‌توان به باشگاه فوتبال ستاره سرخ و باشگاه فوتبال تورکی یونایتد اشاره کرد.